# Første San Ildefonso-traktat
Den Første San Ildefonso Traktat blev underskrevet den 1. oktober 1777 mellem Det Spanske kejserrige og Det Portugisiske Kejserrige. 
Traktaten afsluttede nogle territoriale stridigheder i Rio de la Plata regionen i Sydamerika. På basis af traktaten afstod Spanien nogle områder i Brasilien til gengæld for at få kontrollen over Banda Oriental (det nuværende Uruguay).
Desuden afstod Portugal øen Fernando Pó (i dag Bioko) i Guineabugten, samt nogle områder på Afrikas vestkyst mellem udmundingerne af floderne Niger og Ogoue. Traktaten bekræftede Madridtraktaten fra 1750.